# 古眼蝶
古眼蝶（學名：Palaeonympha opalina），又名銀蛇目蝶。

## 描述
本種略具雌雄二型性，為中型眼蝶，體背暗褐，腹面淺褐或灰白色。
雄蝶：頭黑褐帶乳黃色，中段及下唇鬚具灰白雜毛；觸角黑褐有乳白紋，末端裸露；前足退化。翅背面褐色，外側較淡，有細毛；前翅長24-28 mm，近三角形，具一明顯眼紋於M1室；後翅圓形，M1與CuA1室內常見眼紋，另有亞外緣黑褐色波狀線。翅腹面泛灰白至淺黃褐，具兩道暗色線與多枚眼紋與環紋，部分具銀點。雄蝶前翅中室與M室後方具深色性標。緣毛褐色。
雌蝶：形態與雄蝶近似，但體型較大、翅較寬，底色較淡，無性標，前足發達。

## 分佈
分佈於中國中西部及台灣，中國為指名亞種（P. opalina opalina）。
台灣分布於海拔500至2000公尺山區，為 macrophthalmia 亞種。

## 棲地
棲息於常綠闊葉林緣與林下，一年一代，成蝶飛行緩慢，活動期為春季至初夏（3至6月）。幼蟲以莎草科紅果薹為主食，偶見在禾本科細穗草產卵，但後者生長於珊瑚礁岩岸，接觸機會較低。